# 日本の革命
日本の革命（にほんのかくめい）は、日本における革命、またはその議論。「革命」の定義や観点などにもより、多数の議論がある。

## 概要
一般に、日本は有史以来革命が一度も起きたことがない国であるとみなされている。これは日本の皇室が古代から現代まで断絶なく存続し続けていること（万世一系）、それによって各時代の「日本」に強い連続性が認められることを根拠としている。
この見方に対して山本七平は著書「日本的革命の哲学」で、よく「日本には革命はなかった」と言われるが、呼称ではなく行った内容が問題、と記した。
安岡正篤は著書「活学としての東洋思想」で、「維新」は順命、「革命」は非常の命で、日本では革命という言葉を良くないとし、「明治革命」や「大化革命」と言わずに「明治維新」や「大化の改新」と言う、と記した。

## 革命の議論のある歴史的事例
以下は、日本において「革命」に相当するとされる議論のある歴史的事例の一覧である。
これらの事例全てに共通するが、皇室が廃絶されてはおらず、また明治維新に見られるように旧既得権益勢力が一定以上温存されている。

### 大化の改新
上山春平は著作「天皇制の深層」で、大化の改新は氏姓制から律令制への変革が行われた「神祇革命」、と記した。朝河貫一は大化改新は日本封建制の起源で、大化改新と明治維新を「日本史における二つの革命」と呼び、優れた異文化を受け入れた、と記した。

### 承久の乱
山本七平は著書「日本的革命の哲学」で北条泰時を日本唯一の革命家とした。孟子らの易姓革命は「王道的人民民主主義」だが、人民に政治体制選択の自由は無く「保守的革命論」といえる。他方、西欧の革命（リボリューション）は、旧約聖書の申命記以来、人民には「新しい契約」として体制選択の自由がある。西洋型革命の思想は日本に到達しなかったが、北条泰時は承久の乱で朝廷と正面衝突して勝利した最初の戦争で、式目発布は中国の革命思想を超え、「限定的西洋型革命」とも言える、と記した。
大澤真幸も著作で、北条泰時を「日本史上唯一、成功した革命家」とした。「革命」を「社会の根本的な変革が、当の社会のメンバーによって意図的に引き起こされること」と規定し、大化の改新や明治維新は外部衝撃による変動で、後醍醐天皇や織田信長は志半ばに終わり、豊臣秀吉や徳川家康は朝廷の権威に依存したが、泰時ら幕府による皇室関係者断罪は例が無く、式目は「日本史上初めての体系的な固有法」とした。

### 明治維新
1920年代以降、社会主義者や共産主義者の間で、日本資本主義論争や日本民主革命論争が発生し、明治維新がブルジョワ革命か否かが議論された。
講座派の山田盛太郎は著書「日本資本主義分析」で、明治維新後の日本は半封建制の「絶対主義天皇制」で、まずは天皇制を打倒するブルジョワ民主主義革命が必要、とした（二段階革命論）。また遠山茂樹は著書「明治維新」で、維新変革は「下からの農業革命」を圧殺した「上からのブルジョア的改革」で、絶対主義が成立した、とした。これに対し労農派は、明治維新は不徹底なブルジョワ革命で、天皇制はブルジョワ君主制であり帝国主義として、目指すべき革命は社会主義革命、とした（一段階革命論）。
これらの議論は第二次世界大戦終結後の日本共産党や、日本社会党および新左翼各派などにも影響を与えた。
明治維新において、旧江戸幕府勢力のうち大名家は「華族」という形で一定の特権を認められた上で残され、また最後の将軍である徳川慶喜も最終的には華族の最高位である公爵に、また徳川宗家16代当主の徳川家達に至っては30年間も貴族院議長を務めており、一時は内閣総理大臣候補になったほどである。

### 昭和維新
明治維新は当初は「王政維新」「御一新」と呼称され、「明治維新」との言葉に一大変革との意味が込められ、後に「大正維新」「昭和維新」、更に「維新革命」と呼ばれるようになった。北一輝の思想は国家社会主義とも呼ばれ、皇道派による昭和維新の動きに影響を与えた。石原莞爾は、フランス革命以来の革新が進行中で、それが昭和維新と記した。
その後、二・二六事件は昭和天皇の支持を得られず、最終的に実行者は投降しており、失敗に終わっている。

### 第二次世界大戦の敗戦
丸山眞男や宮澤俊義らが提唱した。1945年の太平洋戦争敗戦後、形式的には従来の大日本帝国憲法を改正する形で1947年に日本国憲法が施行されたが、天皇主権から国民主権への変更など国家の根本に関わる部分が変更され、憲法改正の限界を超えるため、1945年のポツダム宣言受諾により法的な意味で一種の革命（国民主権への変更）が発生したと考える。この結果、日本国憲法は主権者たる国民が制定した憲法で、天皇は君主ではなく象徴である、とした。
ただし「八月革命説」には学術的批判が多く存在する（詳細は当該項目を参照）他、「昭和維新」の際と同様に、国家の象徴が昭和天皇のまま代わっていない。